# Rivne
Rivne (Oekraïens: Рівне; Pools: Równe; Russisch: Ровно, Rovno) is een historische stad in het noordwesten van Oekraïne met 243.873 inwoners (2022). De stad ligt aan de rivier de Oestja, een zijrivier van de Horyn, op de noordhellingen van het Wolynisch-Podolisch Plateau, zo'n 65 km ten oosten van Loetsk. Het is de op een na grootste stad in de historische regio Wolynië. Rivne is de hoofdstad van de gelijknamige oblast en tevens het bestuurlijke centrum van het omliggende gelijknamige rayon, waarvan de stad zelf echter geen deel uitmaakt, omdat de stad een eigen stadsrayon vormt.

## Geschiedenis

### Tot de Eerste Wereldoorlog
Rivne werd voor het eerst vermeld in 1283 als een van de bewoonde nederzettingen in Galicië-Wolynië. Vanaf de tweede helft van de veertiende eeuw kwam de stad onder de heerschappij van het Grootvorstendom Litouwen en in 1492 kreeg de stad het Maagdenburgs recht toegewezen. Vanaf 1569 werd het automatisch een onderdeel van het Pools-Litouwse Gemenebest. Na de Derde Poolse Deling werd Rivne in 1793 een deel van het Russische Rijk. In 1797 kreeg het de status van een regionale stad van het gouvernement Wolynië.

### Eerste Wereldoorlog en het interbellum
Gedurende de Eerste Wereldoorlog en de chaotische periode daarna, was het kort onder Duitse, Oekraïense, Bolsjewiekse en Poolse heerschappij. In april en mei 1919 was Rivne tijdelijk de hoofdstad van de Oekraïense Volksrepubliek. In 1921, na het einde van alle conflicten kwam Rivne, in overeenstemming met de uitkomst van de Vrede van Riga, onder Pools bestuur. Gedurende het interbellum zou Rivne Pools blijven.

### Tweede Wereldoorlog
In 1939 werd de westelijke Oekraïne als resultaat van het Molotov-Ribbentroppact en de deling van Polen, geannexeerd door de Sovjet-Unie en bij de Oekraïense SSR gevoegd. In december dat jaar werd Rivne de hoofdstad van de nieuwe oblast Rivne.
Op 28 juni 1941 werd Rivne door de nazi's veroverd, die later de stad het bestuurlijke centrum maakten van het Rijkscommissariaat Oekraïne. Op het moment dat de Duitsers de stad innamen was ongeveer de helft van de inwoners Joods. Zo'n 23.000 Joodse inwoners werden meegenomen naar de pijnbossen van Sosenski en op 6 en 8 november van dat jaar door de nazi's omgebracht. Een getto werd opgericht voor de nog ongeveer 5.000 overgebleven Joden. In juli 1942 werd deze groep naar het 70 km verderop gelegen Kostopol gedeporteerd, waar ook zij werden omgebracht.
Na de invasie begon vrijwel meteen het verzet van de partizanen en een hele divisie deed mee aan overvallen op de Duitse bezetters. In de stad zelf waren er ondergrondse patriottische organisaties actief en ook in de omliggende oblast was er een ondergronds comité actief. De stad werd uiteindelijk op 2 februari 1944 door het Rode Leger bevrijd.

### Na de Tweede Wereldoorlog
In 1958 begon een tv-toren met uitzendingen vanuit de stad, in 1974 reed de eerste trolleybus door de stad en in 1977 werd het vliegveld van Rivne geopend. In 1983 vierde de stad haar zevenhonderdjarig bestaan.

## Economie
Ten tijde van de Sovjet-Unie werd de provinciestad omgevormd tot een landelijk zwaar industrieel centrum. Er werden twee belangrijke fabrieken gebouwd; een voor de machinebouw en metaalverwerking en een voor de chemische industrie. De lichte industrie, zoals de textielindustrie, vooral de linnenindustrie en de voedselindustrie, werden ook tot ontwikkeling gebracht. Daarnaast werd de stad ook een productiecentrum voor meubels en bouwmaterialen.

## Transport
De stad is een belangrijk verkeersknooppunt, met een internationaal vliegveld, treinverbindingen met Zdolboeniv, Sarny en Kovel, en snelwegverbindingen met Brest, Kiev en Lviv.

## Sport
Veres Rivne is de professionele voetbalclub van Rivne en speelt op het hoogste Oekraïense niveau, de Premjer Liha.

## Geboren in Rivne
- Serhij Hontsjar (1970), wielrenner